# 테이트 추측
정수론과 대수기하학에서 테이트 추측(영어: Tate conjecture)은 존 테이트가 1963년에 발표한 추측으로, 더 계산 가능한 불변량인 에탈 코호몰로지에 대한 갈루아 표현의 관점에서 다형체에 대한 대수적 순환을 설명한다. 추측은 대수적 순환 이론의 핵심 문제이다. 이는 호지 추측의 산술 버전로 볼 수 있다.

## 추측의 진술
{\displaystyle V}를 소체에서 유한 생성된 체 {\displaystyle k}에 대한 매끄러운 사영 다형체라고 가정한다. {\displaystyle k_{s}}를 분리 가능한 대수적 폐포라고 하고, {\displaystyle G}를 {\displaystyle k}의 절대 갈루아 군 {\displaystyle \mathrm {Gal} (k_{s}:k)}이라고 둔다. {\displaystyle k}에서 단원인 소수 ℓ를 고정한다. {\displaystyle V}에서 {\displaystyle k_{s}}로의 기본 확장의 ℓ-진 코호몰로지 군(ℓ-진 정수 {\displaystyle \mathbb {Z} _{\ell }} 계수, 스칼라는 ℓ-진 수 {\displaystyle \mathbb {Q} _{\ell }}로 확장됨)을 고려하자. 이 군들은 {\displaystyle G}의 표현들이다. {\displaystyle i\geq 0}인 임의의 경우, {\displaystyle V}의 여차원 i인 부분 다형체({\displaystyle k}에 대해 정의되는 것으로 이해됨)가 코호몰로지 군의 원소를 결정한다.
{\displaystyle H^{2i}(V_{k_{s}},\mathbf {Q} _{\ell }(i))=W}
이는 {\displaystyle G}에 의해 고정된다. 여기서 {\displaystyle \mathbb {Q} _{\ell }(i)}은 {\displaystyle i}번째 테이트 꼬임를 나타내며, 이는 갈루아 군 {\displaystyle G}의 표현이 원분 지표의 {\displaystyle i}번째 거듭제곱으로 텐서링됨을 의미한다.
테이트 추측은 갈루아 군 {\displaystyle G}에 의해 고정된 {\displaystyle W}의 부분공간 {\displaystyle W^{G}}가 {\displaystyle \mathbb {Q} _{\ell }}벡터 공간으로서 {\displaystyle V}의 여차원 {\displaystyle i}부분 다형체 클래스에 걸쳐 있음을 나타낸다. 대수적 순환은 부분 다형체의 유한 선형 조합을 의미한다. 따라서 동등한 진술은 {\displaystyle W^{G}}의 모든 원소가 {\displaystyle \mathbb {Q} _{\ell }} 계수를 갖는 {\displaystyle V}에 대한 대수적 순환의 클래스라는 것이다.

## 알려진 사례
제수에 대한 테이트 추측(여차원 1의 대수적 순환)은 아직 해결되지 않은 주요 문제이다. 예를 들어 {\displaystyle f:X\rightarrow C}는 매끄러운 사영 곡면에서 유한 체 위의 매끄러운 사영 곡선으로의 형태이다. 함수체 {\displaystyle k(C)}에 대한 곡선인 f 의 일반 올 {\displaystyle F}가 {\displaystyle k(C)}에 대해 매끄러워진다고 가정한다. 그러면 {\displaystyle X}의 제수에 대한 테이트 추측은 {\displaystyle F}의 야코비 다형체에 대한 버치 스위너톤다이어 추측과 동일하다. 대조적으로, 매끄러운 복소 사영 다형체에 대한 제수에 대한 호지 추측이 알려져 있다( 레프셰츠(1,1)-정리 ).
아마도 가장 중요하게 알려진 사례는 테이트 추측이 아벨 다형체의 제수에 대해 참이라는 것이다. 이것은 유한 체에 대한 아벨 다형체에 대한 테이트의 정리이고, 모델 추측에 대한 팔팅스의 해의 일부인 수체에 대한 아벨 다형체에 대한 팔팅스의 정리이다. 자린은 이러한 결과를 유한 생성 기저 체로 확장했다. 아벨 다형체의 제수에 대한 테이트 추측은 임의의 곡선의 곱 {\displaystyle C_{1}\times \cdots \times C_{n}}에 대한 제수에 대한 테이트 추측을 의미한다.
아벨 다형체의 제수에 대한 (알려진) 테이트 추측은 아벨 다형체 준동형사상에 대한 강력한 진술과 동일하다. 즉, 유한하게 생성된 체 {\displaystyle k}에 대한 임의의 아벨 다형체 {\displaystyle A} 및 {\displaystyle B}에 대해 자연 사상은
{\displaystyle {\text{Hom}}(A,B)\otimes _{\mathbf {Z} }\mathbf {Q} _{\ell }\to {\text{Hom}}_{G}\left(H_{1}\left(A_{k_{s}},\mathbf {Q} _{\ell }\right),H_{1}\left(B_{k_{s}},\mathbf {Q} _{\ell }\right)\right)}
동형이다. 특히, 아벨 다형체 {\displaystyle A}는 테이트 가군 {\displaystyle H_{1}(A_{k_{s}},\mathbb {Z} _{\ell })}의 갈루아 표현에 의해 동류 사상을 기준으로 유일하게 결정된다.
테이트 추측은 표수 2가 아닌 유한 생성 체에 대한 K3 곡면에도 적용된다.(곡면에서 추측의 중요한 부분은 제수에 관한 것이다. ) 표수 0인 체에서 K3 곡면에 대한 테이트 추측은 앙드레와 Tankeev에 의해 증명되었다. 표수 2가 아닌 유한체 위의 K3 곡면에 대해 니가르드, 오거스, Charles, Madapusi Pera 및 Maulik이 테이트 추측을 증명했다.
Totaro (2017)는 테이트 추측의 알려진 예들을 조사하였다.

## 관련 추측
{\displaystyle X}를 유한하게 생성된 체 {\displaystyle k}에 대한 매끄러운 사영 다형체로 설정한다. 반단순성 추측은 {\displaystyle X}의 ℓ-진 코호몰로지에서 갈루아 군 {\displaystyle \mathrm {Gal} (k_{s}:k)}의 표현이 반단순(즉, 기약 표현의 직합)이라고 예측한다. 표수 0인 {\displaystyle k}에 대해 Moonen (2017) 테이트 추측(위에서 언급한 대로)이 다음의 반단순성을 암시한다는 것을 보여주었다.
{\displaystyle H^{i}\left(X\times _{k}{\overline {k}},\mathbf {Q} _{\ell }(n)\right).}
위수 {\displaystyle q}인 유한체 {\displaystyle k}에 대해 테이트는 테이트 추측에 반단순성 추측을 더하면 강한 테이트 추측, 즉 {\displaystyle t=q^{-j}}에서 제타 함수 {\displaystyle Z(X,t)}의 극의 차수는 수치적 동치를 법으로 여차원 j인 대수적 순환 군의 랭크과 같다는 것을 보여주었다.
호지 추측과 마찬가지로 테이트 추측은 대수 순환에 대한 그로텐디크의 표준 추측의 대부분을 암시한다. 즉, 이는 레프셰츠 표준 추측(레프셰츠 동형의 역이 대수적 대응으로 정의됨)을 의미한다. 대각선의 퀴네스 성분은 대수적이다. 그리고 대수적 순환의 수치적 동치성과 호몰로지 동치성은 동일하다는 것이다.

## 참고 문헌
- André, Yves (1996), “On the Shafarevich and Tate conjectures for hyper-Kähler varieties”, 《Mathematische Annalen》 305: 205–248, doi:10.1007/BF01444219, MR 1391213, S2CID 122949797
- Faltings, Gerd (1983), “Endlichkeitssätze für abelsche Varietäten über Zahlkörpern”, 《Inventiones Mathematicae》 73 (3): 349–366, Bibcode:1983InMat..73..349F, doi:10.1007/BF01388432, MR 0718935, S2CID 121049418
- Madapusi Pera, K. (2013), “The Tate conjecture for K3 surfaces in odd characteristic”, 《Inventiones Mathematicae》 201 (2): 625–668, arXiv:1301.6326, Bibcode:2013arXiv1301.6326M, doi:10.1007/s00222-014-0557-5, S2CID 253746655
- Moonen, Ben (2017), 《A remark on the Tate conjecture》, arXiv:1709.04489v1
- Tate, John (1965), 〈Algebraic cycles and poles of zeta functions〉,   Schilling, O. F. G., 《Arithmetical Algebraic Geometry》, New York: Harper and Row, 93–110쪽, MR 0225778
- Tate, John (1966), “Endomorphisms of abelian varieties over finite fields”, 《Inventiones Mathematicae》 2 (2): 134–144, Bibcode:1966InMat...2..134T, doi:10.1007/bf01404549, MR 0206004, S2CID 245902
- Tate, John (1994), 〈Conjectures on algebraic cycles in ℓ-adic cohomology〉, 《Motives》, Proceedings of Symposia in Pure Mathematics 55, American Mathematical Society, 71–83쪽, ISBN 0-8218-1636-5, MR 1265523
- Ulmer, Douglas (2014), 〈Curves and Jacobians over function fields〉, 《Arithmetic Geometry over Global Function Fields》, Advanced Courses in Mathematics - CRM Barcelona, Birkhäuser, 283–337쪽, doi:10.1007/978-3-0348-0853-8, ISBN 978-3-0348-0852-1
- Totaro, Burt (2017), “Recent progress on the Tate conjecture”, 《Bulletin of the American Mathematical Society》, New Series 54 (4): 575–590, doi:10.1090/bull/1588